# Så mycket bättre (säsong 13)
Den trettonde säsongen av Så mycket bättre sändes på TV4 under hösten 2022.

## Medverkande
Värdparet som medverkade i samtliga avsnitt var Molly Hammar och Anna Ternheim. De övriga deltagarna var Albin Lee Meldau, Maja Francis, Norlie & KKV, Olle Jönsson, Måns Zelmerlöw,  Darin, John Engelbert, Daniela Rathana, Nordman och Anne-Lie Rydé.

### Medverkande per program
| Artister         | Avsnitt 1 | Avsnitt 2 | Avsnitt 3 | Avsnitt 4 | Avsnitt 5 | Avsnitt 6 | Avsnitt 7 | Avsnitt 8 |  |
| ---------------- | --------- | --------- | --------- | --------- | --------- | --------- | --------- | --------- |  |
| Anna Ternheim    | 8 av 8    | 8 av 8    | 8 av 8    | 8 av 8    | 8 av 8    | 8 av 8    | 8 av 8    | 8 av 8    |  |
| Molly Hammar     | 8 av 8    | 8 av 8    | 8 av 8    | 8 av 8    | 8 av 8    | 8 av 8    | 8 av 8    | 8 av 8    |  |
| Maja Francis     | 5 av 8    | 5 av 8    | 5 av 8    | 5 av 8    | 5 av 8    |           |           |           |  |
| Norlie & KKV     | 5 av 8    | 5 av 8    | 5 av 8    | 5 av 8    | 5 av 8    |           |           |           |  |
| Olle Jönsson     | 4 av 8    | 4 av 8    | 4 av 8    | 4 av 8    |           |           |           |           |  |
| Albin Lee Meldau | 4 av 8    | 4 av 8    |           |           |           |           |           |           |  |
| Måns Zelmerlöw   |           | 5 av 8    | 5 av 8    | 5 av 8    | 5 av 8    | 5 av 8    |           |           |  |
| Darin            |           |           | 2 av 8    | 2 av 8    |           |           |           |           |  |
| John Engelbert   |           |           |           | 5 av 8    | 5 av 8    | 5 av 8    | 5 av 8    | 5 av 8    |  |
| Daniela Rathana  |           |           |           |           | 4 av 8    | 4 av 8    | 4 av 8    | 4 av 8    |  |
| Nordman          |           |           |           |           | 4 av 8    | 4 av 8    | 4 av 8    | 4 av 8    |  |
| Anne-Lie Rydé    |           |           |           |           |           | 3 av 8    | 3 av 8    | 3 av 8    |  |

## Avsnitt

### Avsnitt 1
- Anna Ternheim – "De sista ljuva åren" (Olle Jönssons och Christina Lindbergs låt)[2]
- Olle Jönsson – "Minns det som igår" (Anna Ternheims låt, originalet den traditionella folkvisan "Auld Lang Syne")[3]
- Maja Francis – "Douchebag" (Molly Hammars låt)[4]
- Albin Lee Meldau – "Mamma" (svensk version  av Maja Francis och First Aid Kits låt "Mama")[5]
- Molly Hammar – "Ingen annan rör mig som du" (Norlie & KKV:s låt)[6]
- Norlie & KKV – "En sån som han" (Olle Jönssons låt "En man som han", originalet "A Guy Like That" av The Refreshments)[7]

### Avsnitt 2
- Maja Francis – "Please Remember Me" (Olle Jönssons låt, originalet av Rodney Crowell)[8]
- Albin Lee Meldau med GRANT – "Gör dig glad" (svensk version av Anna Ternheims låt "What Have I Done")[9]
- Molly Hammar – "På riktigt" (Albin Lee Meldaus låt)[10]
- Norlie & KKV – "Cara Mia" (svensk version av Måns Zelmerlöws låt)[11]
- Anna Ternheim – "Josefin" (Albin Lee Meldaus låt)[12]
- Måns Zelmerlöw – "Faller" (svensk version av Molly Hammars låt "Tell Her")[13]

Olle Jönsson deltog i avsnittet men framförde inget bidrag.

### Avsnitt 3
- Måns Zelmerlöw – "Sober" (engelsk version av Norlie & KKV:s och Estradens låt "Mer för varandra")[14]
- Norlie & KKV med Victor Leksell – "Rymden och tillbaks" (svensk version av Maja Francis och Veronica Maggios låt "Space Invades My Mind")[15]
- Maja Francis – "Girl Laying Down" (Anna Ternheims låt)[16]
- Olle Jönsson – "En säng av rosor" (Darins låt)[17]
- Anna Ternheim – "När jag gick bredvid dig" (svensk version av Måns Zelmerlöws och Dotters låt "Walk With Me")[18]
- Molly Hammar med Mimmi Hammar och Andreas Pettersson – "Can't Stay Away" (Darins låt "I Can't Stay Away")[19]

Darin deltog i avsnittet men framförde inget bidrag.

### Avsnitt 4
- Molly Hammar – "Regnar och regnar" (Olle Jönssons låt "Det regnar och regnar", originalet "It Keeps Rainin'" av Fats Domino)[20]
- Olle Jönsson – "Där jag hänger min hatt" (Norlie & KKV:s låt)[21]
- Norlie & KKV – "Sensommarvind" (svensk version av John Engelberts låt "Summerbreeze")[22]
- Anna Ternheim – "Take Me Back" (engelsk version av Darins låt "Ta mig tillbaka")[23]
- John Engelbert – "Anxious Angel" (Maja Francis låt)[24]
- Darin – "What's the Point" (John Engelberts låt)[25]

Maja Francis och Måns Zelmerlöw deltog i avsnittet men framförde inga bidrag.

### Avsnitt 5
- Anna Ternheim – "Hon vill vara du" (Norlie & KKV:s låt)[26]
- John Engelbert – "Dina ord" (svensk version av Molly Hammars låt "Words")[27]
- Daniela Rathana – "Återvändsgränd" (svensk version av John Engelberts låt "Dead End")[28]
- Nordman – "Vi kan vinna" (svensk version av Måns Zelmerlöws låt "Hope & Glory")[29]
- Måns Zelmerlöw – "Hatar dig" (Daniela Rathanas låt)[30]
- Maja Francis – "Beg Me" (engelsk version av Nordmans låt "Be mig")[31]

Molly Hammar och Norlie & KKV deltog i avsnittet men framförde inga bidrag.

### Avsnitt 6
- Molly Hammar – "Gasoline" (engelsk version av Nordmans låt "I lågornas sken")[32]
- Måns Zelmerlöw – "This is the One" (Anna Ternheims låt)[33]
- John Engelbert – "Heroes" (Måns Zelmerlöws låt)[34]
- Anne-Lie Rydé – "Jag mår bra" (svensk version av Molly Hammars låt "I'll Be Fine")[35]
- Nordman med Py Bäckman – "Så länge sen" (Anne-Lie Rydés låt)[36]
- Daniela Rathana – "Vandraren" (Nordmans låt)[37]

Anna Ternheim deltog i avsnittet men framförde inget bidrag. Avsnitt 6 sändes två veckor efter avsnitt 5 på grund av att TV4 sände fotbolls-VM under lördagen däremellan.

### Avsnitt 7
- Anna Ternheim – "Älska mig blint" (svensk version av Molly Hammars låt "Love Me Blind")[38]
- Nordman – "Tårar av guld" (Albin Lee Meldaus låt)[39]
- Daniela Rathana – "Alltid blå" (Anne-Lie Rydés låt)[40]
- John Engelbert – "Summerrain" (Anna Ternheims låt)[41]
- Albin Lee Meldau med Arvid Nero – "Segla på ett moln" (Anne-Lie Rydés låt)[42]
- Anne-Lie Rydé – "Full av mig själv" (Daniela Rathanas låt)[43]

Molly Hammar deltog i avsnittet men framförde inget bidrag. Avsnittet sändes på söndagen den 11:e för att ge plats åt VM-kvartsfinalen mellan England och Frankrike dagen innan.

### Avsnitt 8
- Nordman – "Allt börjar om på nytt" (svensk version av Anna Ternheims låt "Light Of Day")[44]
- Albin Lee Meldau – "Kyss!" (Daniela Rathanas låt)[45]
- Daniela Rathana – "Amen" (svensk version av Albin Lee Meldaus låt "Darling")[46]
- Molly Hammar – "Så nära" (Anne-Lie Rydés låt)[47]
- Anne-Lie Rydé – "Upp!" (svensk version av John Engelberts låt "Air Is Free")[48]
- Johnossi – "Förlist" (Nordmans låt)[49]

Anna Ternheim deltog i avsnittet men framförde inget bidrag.

## Tittarsiffror
| Avsnitt | Datum            | Tittarsiffror |
| ------- | ---------------- | ------------- |
| 1       | 22 oktober 2022  | 1 105 000     |
| 2       | 29 oktober 2022  | 1 016 000     |
| 3       | 5 november 2022  | 937 000       |
| 4       | 12 november 2022 | 823 000       |
| 5       | 19 november 2022 | 825 000       |
| 6       | 3 december 2022  | 894 000       |
| 7       | 11 december 2022 | 634 000       |
| 8       | 17 december 2022 | 775 000       |

## Listplaceringar
| Artist           | Låt                                        | Topp-placering | Topp-placering | Topp-placering    |
| Artist           | Låt                                        | DigiListan     | Svensktoppen   | Sverigetopplistan |
| ---------------- | ------------------------------------------ | -------------- | -------------- | ----------------- |
| Albin Lee Meldau | "Gör dig glad" (feat. GRANT)               | —              | —              | 35                |
| Albin Lee Meldau | "Mamma"                                    | 16             | 4              | 14                |
| Anna Ternheim    | "De sista ljuva åren"                      | —              | —              | 82                |
| Anna Ternheim    | "Josefin"                                  | —              | —              | 93                |
| Daniela Rathana  | "Vandraren"                                | 6              | 4              | 15                |
| Daniela Rathana  | "Återvändsgränd"                           | —              | —              | 46                |
| Darin            | "What's the Point"                         | 3              | 2              | 8                 |
| John Engelbert   | "Anxious Angel"                            | —              | —              | 22                |
| Maja Francis     | "Girl Laying Down"                         | —              | —              | 74                |
| Maja Francis     | "Please Remember Me"                       | —              | —              | 65                |
| Molly Hammar     | "Can't Stay Away"                          | —              | —              | 80                |
| Molly Hammar     | "Ingen annan rör mig som du"               | 1              | 1              | 1                 |
| Molly Hammar     | "På riktigt"                               | —              | —              | 94                |
| Molly Hammar     | "Regnar och regnar"                        | 48             | 7              | 18                |
| Molly Hammar     | "Så nära"                                  | —              | —              | 79                |
| Måns Zelmerlöw   | "Faller"                                   | —              | —              | 67                |
| Måns Zelmerlöw   | "Sober"                                    | —              | —              | 73                |
| Norlie & KKV     | "Cara Mia"                                 | 45             | —              | 18                |
| Norlie & KKV     | "En sån som han"                           | 13             | 8              | 17                |
| Norlie & KKV     | "Rymden och tillbaks" (med Victor Leksell) | —              | —              | 9                 |
| Norlie & KKV     | "Sensommarvind"                            | —              | —              | 54                |
| Olle Jönsson     | "Där jag hänger min hatt"                  | —              | —              | 65                |
| Olle Jönsson     | "En säng av rosor"                         | —              | —              | 71                |
| Olle Jönsson     | "Minns det som igår"                       | —              | —              | 85                |